# Transcopic Records
Transcopic Records — звукозаписывающий лейбл, основанный в 1998 году Грэмом Коксоном (бывший гитарист британской группы Blur) для его сольных релизов. Лейбл так же выпустил записи таких исполнителей, как Ooberman, The Buff Medways и You Am I. На этом лейбле Коксон записал первые пять сольных альбомов и связанные с ними синглы.
О деятельности лейбла Transcopic в настоящее время неизвестно, так как последний альбом Коксона, Love Travels at Illegal Speeds, был записан на лейбле Parlophone. Другие исполнители не выпускали своих релизов с 2004 года.

## Релизы
- Assembly Line People Program — Noise Vision 80 (TRAN001)
- Ooberman — Sugar Bum (TRAN002)
- Control Freaks — Agro (TRAN003)
- Assembly Line People Program — Critical Gate (TRAN004)
- Graham Coxon — The Sky is Too High (TRANCD005/TRANLP005)
- Assembly Line People Program — Subdivision of Being (TRANCD006/TRANLP006)
- Bunsen Honeydew — Didn’t You Used To Be Invisible? (TRAN007)
- Graham Coxon — The Golden D (TRANCD0)
- Mower — Na (TRAN008)
- Mower — Drinking For Britain (TRANCD009/TRAN009)
- Graham Coxon — Crow Sit On Blood Tree (TRANCD010/TRANLP010)
- Graham Coxon — Thank God For The Rain/You Never Will Be (TRANCD011/TRAN011)
- The Buff Medways — A Strange Kind of Happyness (TRAN012)
- Mower — Mower (TRANCD013/TRANLP013)
- Mower — Rest in Peace (TRAN014)
- The Buff Medways — Troubled Mind / Leave My Kitten Alone (TRAN015)
- The Buff Medways — Steady The Buffs (TRAN016/TRANLP016)
- The Buff Medways — Strood Lights / You Make Me Die (TRAN017)
- Graham Coxon — The Kiss of Morning (TRANCD018/TRANLP018)
- Louis Vause — Pianophernalia (TRANCD019)
- Graham Coxon — Escape Song / Mountain of Regret (TRANCD020)
- You Am I — No After You Sir…: An Introduction to You Am I (TRANCD021)
- Mower — After Dark (TRANCD022/TRAN022)
- Mower — The Morning After (TRANCD023/TRAN023)
- Mower — People Are Cruel (TRANCD023/TRANLP023)
- The Buff Medways — Just 15 (TRAN025)
- The Buff Medways — 1914 (TRANCD026/TRANLP026)
- Neon — Hit Me Again (TRANCD028)